# Claudàtor
Un claudàtor és un signe gràfic, que s'utilitza habitualment per aïllar un segment de text o dades de la resta del text. El parell de símbols habituals són [ i ]. El parell de símbols { i }, anomenat "claus", també són sovint emprats com claudàtors.
Existeixen altres formes de claudàtors, com ara (i) claus obliqües o diagonals utilitzades pels lingüistes per anotar la fonètica de les paraules.
Els claudàtors normalment són parelles simètriques, i un claudàtor individual es pot identificar com un claudàtor "esquerra" o "dreta" o, alternativament, un "claudàtor d'obertura" o "de tancament", respectivament, depenent de la direccionalitat del context.
En l'escriptura casual i en camps tècnics com ara la informàtica o l'anàlisi lingüística de la gramàtica, els claudàtors apareixen imbricats. És a dir, un parell de claudàtors en conté d'altres. El nombre de claudàtors d'obertura coincideix amb el nombre de claudàtors de tancament en aquests casos.
En matemàtiques s'utilitzen diverses formes de claudàtors, amb significats matemàtics específics, sovint per denotar funcions i formulari matemàtic específic.

## Usos
- A la Viquipèdia indiquen enllaços, ja sigui interns, externs, interwikis o categories
- Estan per sobre del parèntesis ordinari en els càlculs
- Indiquen transcripció fonètica
- Pot indicar text suprimit quan porta uns punts suspensius enmig. Al contrari, també serveixen per inserir un aclariment per part de qui cita, normalment per aclarir un context
- S'usa amb l'expressió sic per expressar distanciament entre l'autor i el contingut d'una citació aliena (que usualment considera errònia en el contingut o mal escrita)
- Indica el sagnat en la correcció ortotipogràfica
- Pot usar-se per expressar dates dins uns parèntesis en el text escrit
- Indica interval en matemàtiques
- Precedeix la part d'un vers que no ha cabut sencer en una línia i que per això s'ha col·locat a la línia següent alineat a la dreta
- Enclouen les acotacions en cursiva que expliquen la reacció del públic en un moment d'un diàleg o monòleg
- Indica el canvi entre majúscula i minúscula en la lletra que enclou, al començament d'un text transcrit
- Limiten un sintagma identificat amb un rètol (claudàtor retolat) col·locat a la dreta del [ en l'anàlisi sintàctica